# Amore con interessi
Amore con interessi (conosciuto anche con il titolo Amore senza interessi, nell'originale: For Love or Money) è un film di produzione USA del 1993, diretto dal regista Barry Sonnenfeld. Sul mercato canadese di lingua francese è stato distribuito con il titolo The concierge.

## Trama
Doug fa il concierge (portiere, sovrintendente) in un lussuoso albergo di New York, ma ha un sogno: aprire un albergo a cinque stelle tutto suo. Per questo sogno risparmia ogni centesimo di stipendio e mancia che gli possano passare tra le mani. Nell'albergo è benvoluto e fa al meglio il suo lavoro, riuscendo a trovare l'impossibile per soddisfare i desideri dei clienti più esigenti, anche con l'aiuto di altri concierge o addetti ai banchi dei pegni dove dirottare gli acquirenti.
Doug chiede ad Andy, una sua amica commessa che vende profumi, di uscire con lui ma lei gli dice che è impegnata. In effetti Andy è l'amante di Christian Hanover, grande imprenditore al quale Doug spera di chiedere il finanziamento necessario per aprire il suo albergo. Christian accetta di studiare le carte del progetto di Doug e nel frattempo lo prega di occuparsi di Andy. Seppure a malincuore, il ragazzo accetta e inizia a passare parecchio tempo con Andy, trovando innumerevoli scuse per le assenze di Christian.
All'improvviso arriva un funzionario del fisco per un controllo sulle entrate del concierge che si chiede come abbia fatto uno con il suo reddito a permettersi un'opzione sulla proprietà costata quarantamila dollari. Quando Andy, finalmente decide di lasciare Christian per Doug, scopre anche che il funzionario del fisco è corrotto dal suo amante, mentre Doug è disposto a perdere i suoi sogni per l'amore di Andy. La storia si conclude con il matrimonio tra Doug e Andy. Durante il viaggio di ritorno Doug riceve una telefonata da un ex ospite dell'hotel, il signor Wegman, che aveva ricevuto per sbaglio i progetti de "Il Doug " (il progetto del concierge) e lo informa che è disposto ad investire nel progetto.

## Critica
Un film senza troppi pensieri profondi o svolte psicologiche ma di sani principi: non ci si vende per denaro e a far del bene ci si guadagna sempre. Ci sono cose che non si fanno per denaro o convenienza. Secondo Il Morandini 2010 (Zanichelli) il film si articola su "una prima mezz'ora piacevole, in bilico tra brio e malinconia" per poi scivolare verso "una convenzionale commedia romantica" e approdare quindi ad uno "svergognato lieto fine".